# Evgenii Nikishin
Evgenii Mikhailovich Nikishin (Евгений Михайлович Никишин, 23 juin 1945, Oblast de Penza - 17 décembre 1986) est un mathématicien russe spécialisé dans l'analyse harmonique.

## Biographie
Nikishin, à 24 ans, obtient son doctorat à l'Université d'État de Moscou, devenant le plus jeune candidat au doctorat dans une histoire de MSU et en 1971 son habilitation (doctorat russe) à l'Institut Steklov sous Pyotr Lavrentyevich Ulyanov (1928–2006). En 1977, il devient professeur à l'Université d'État de Moscou, où il reste jusqu'à sa mort après une longue bataille contre le cancer.
Il travaille sur la théorie de l'approximation, en particulier les approximants de Padé. Les systèmes de fonctions Nikishin portent son nom. Le théorème de factorisation de Nikishin-Stein, qui est une généralisation de 1970 par Nikishin du théorème de factorisation de Stein est aussi nommé en son honneur. Nikishin fait également des recherches sur les approximations rationnelles en théorie des nombres et écrit une monographie sur ces approximations dans une approche unifiée qui traite également des approximations rationnelles dans les espaces fonctionnels.
En 1972, il remporte le prix Lénine Komsomol et en 1973, le prix Salem, décerné chaque année à un jeune mathématicien jugé pour avoir accompli un travail exceptionnel dans le monde entier. En 1978, il est conférencier invité (The Padé Approximants) au Congrès international des mathématiciens à Helsinki.
Evgeniy est un ami de longue date et un collègue d'Anatoli Fomenko avec qui ils développent une chronologie historique révisée.